# Pfarrkirche Unzmarkt

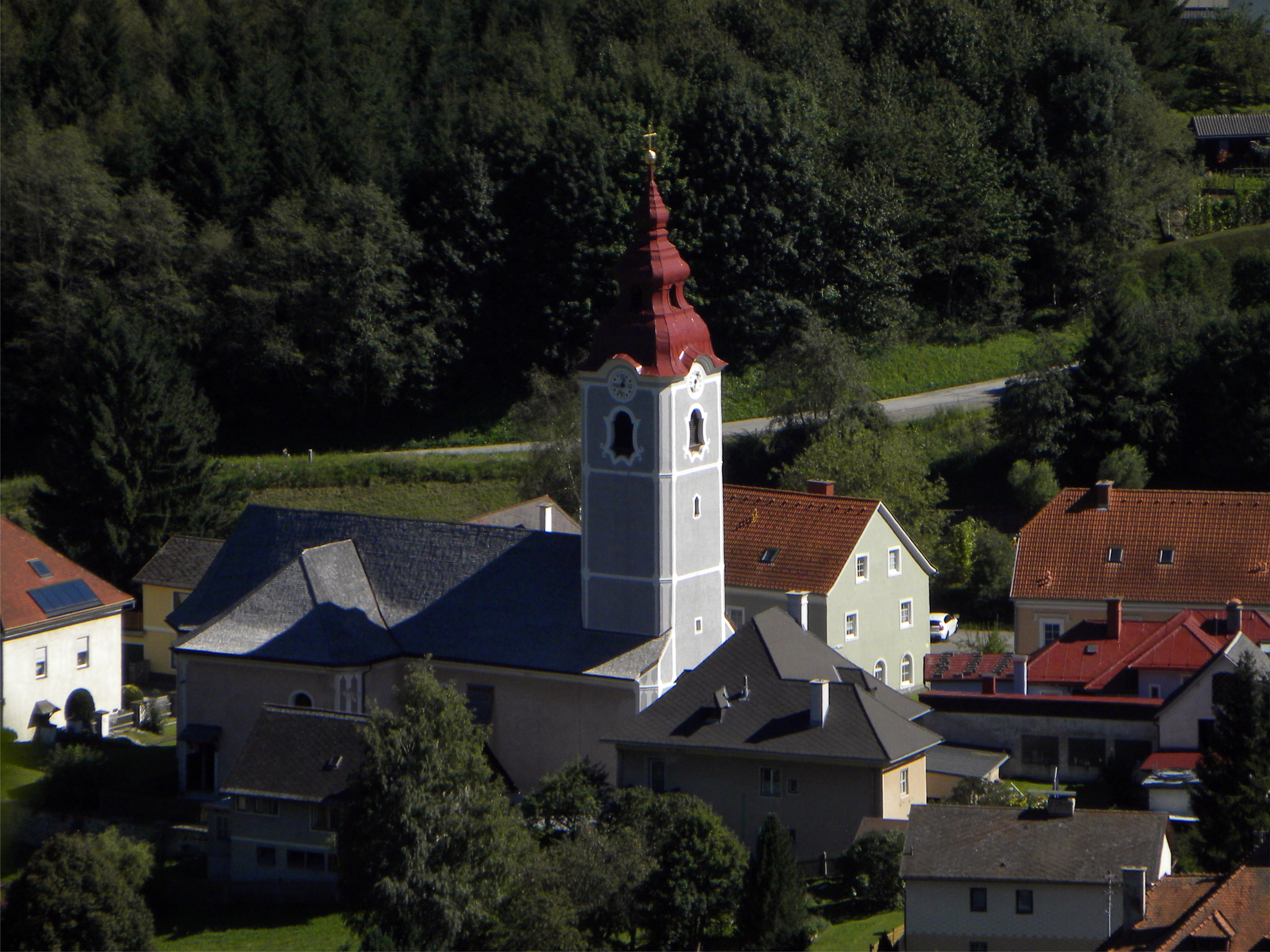
Katholische Pfarrkirche hl. Magdalena in Unzmarkt

Die römisch-katholische Pfarrkirche Unzmarkt steht in der Ortschaft Unzmarkt der Marktgemeinde Unzmarkt-Frauenburg im Bezirk Murtal der Steiermark. Die dem Patrozinium der hl. Maria Magdalena unterstellte Pfarrkirche gehört zur Region Obersteiermark West (Dekanat Judenburg) in der Diözese Graz-Seckau. Die Kirche und der ehemalige Friedhof stehen unter Denkmalschutz (Listeneintrag).

## Geschichte
Urkundlich wurde 1311 eine Kirche genannt. Die 1792 eine Filiale der Pfarrkirche Frauenburg.
Der gotische Chor entstand im 14. Jahrhundert, 1737 erfolgte ein barocker Umbau und Neubau. Die Kirche wurde 1960 außen und 1973 innen restauriert.

## Architektur
Die Kirche hat einen eingestellten dreigeschoßigen Westturm, dieser hat wie die ganze Kirche abgeschrägte Ecken und gemalte Pilaster, die Schallfenster zeigen sich geigenkastenförmig, der Turm trägt eine gestaffelte barocke Haube. Das Westportal nennt 1737. Nördlich des Chores ist eine Sakristei mit einem Rundbogenportal und Eisenplattentür angebaut.
Gegenüber dem Westportal steht eine lebensgroße Steinstatue hl. Johann Nepomuk von Balthasar Prandtstätter aus dem zweiten Viertel des 18. Jahrhunderts.
Das Kircheninnere zeigt ein vierjochiges barockes Langhaus, das Ostjoch hat beidseits Kapellenanbauten, daher entsteht ein kreuzförmiger Grundriss, die Vierung hat ein Platzlgewölbe, sonst hat das Langhaus Kreuzgratgewölbe. Das Westjoch dient als Turmjoch. Die Empore hat eine barocke Holzbrüstung. Der einjochige gotische Chor mit einem Fünfachtelschluss zeigt im Schluss Rippen auf Konsolen und im Chorjoch ein Kreuzgratgewölbe. Alle Fenster sind barock und rundbogig.

## Einrichtung
Den Hochaltar, die Seitenaltäre und die Kanzel baute 1748 Franz Joseph Grimer aus Knittelfeld. Es gibt Statuen von Balthasar Prandtstätter.
Die Orgel von Karl Hesse 1878 für die Pfarrkirche Hohenau an der March wurde 1933 von dort angekauft.